# دون شولاندير
دون شولاندير (Don Schollander) هو لاعب أولمبي لرياضة السباحة من الولايات المتحدة. شارك في الأولمبياد الصيفي في 1964–1968، وفاز بما مجموعه 6 ميداليات.

## الميداليات
| ذهب | فضة | برونز | المجموع |
| 5   | 1   | 0     | 6       |

## روابط خارجية
- دون شولاندير على موقع الاتحاد الدولي للسباحة (الإنجليزية)
- دون شولاندير على موقع SwimRankings.net (الإنجليزية)
- دون شولاندير على موقع قاعة مشاهير السباحة العالمية (الإنجليزية)
- دون شولاندير على موقع اللجنة الأولمبية الدولية (الإنجليزية)
- دون شولاندير على موقع أوليمبيديا (الإنجليزية)